# جورج شو (لاعب كريكت)
جورج شو (20 مايو 1839 - 17 أغسطس 1905) (بالإنجليزية: George Shaw)‏ هو لاعب كريكت بريطاني.

## وصلات خارجية
- جورج شو على موقع إي آس بي آن كريك إنفو (الإنجليزية)